# Agios Athanasios (Zypern)
Agios Athanasios (griechisch Άγιος Αθανάσιος) ist eine Stadt im Bezirk Limassol in Zypern. Bei der Volkszählung im Jahr 2021 hatte sie 16.520 Einwohner.

## Lage und Umgebung

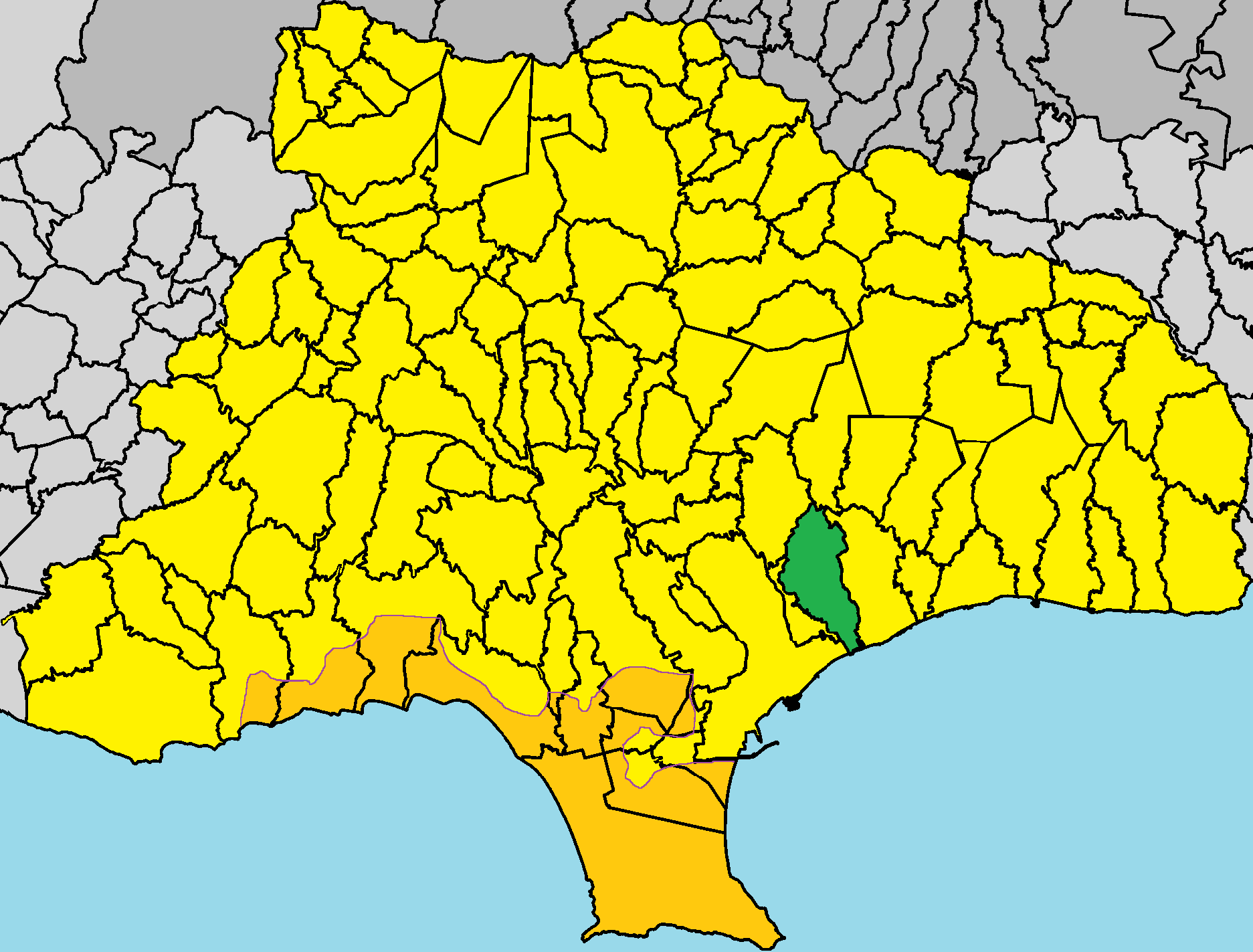
Lage im Bezirk Limassol

Agios Athanasios liegt im Süden der Insel Zypern auf 75 Metern Höhe, etwa 56 km südwestlich der Hauptstadt Nikosia, 2 km nordöstlich und östlich von Limassol und 56 km östlich von Paphos.
Die Stadt liegt direkt am Mittelmeer im Großraum von Limassol und erstreckt sich bis zu 4 Kilometer ins Inland. Sie verfügt über Hotels in Standnähe, ein Industriegebiet, Flüchtlingszentrum und vorstädtisches Wohngebiet. Direkt durch Agios Athanasios verläuft die Autobahn 1 und an der Küste die Hauptstraße B1. Gemeinden in der Umgebung sind Fasoula und Mathikoloni im Norden, Germasogia im Osten sowie Mesa Gitonia und Limassol im Westen.
Die Stadt ist in die vier Stadtteile Agios Athanasios, Agios Stylianos, Apostolos Loukas und Agios Georgios Frangoudi gegliedert.

## Geschichte
In der Gegend von Agios Athanasios gab es Einwohner aus den ersten neugriechischen Jahren. Bis Mitte des 20. Jahrhunderts war Agios Athanasios eine kleine landwirtschaftliche Gemeinde. Anschließend entwickelte es sich zu einem kleinen Dorf mit 400 Einwohnern. Der größte Teil des Landes war unfruchtbar und steinig. Die meisten Einwohner waren arm. Sie waren hauptsächlich in der Landwirtschaft und Viehzucht tätig. Sie bauten Getreide und Johannisbrot an. Viehzüchter hatten Herden von Ziegen und Schafen. Darüber hinaus beschäftigten sich mehrere Einwohner mit dem Abbau von Gipsstein und Matsangana, einem Material das für den Bau von Häusern und Kirchen verwendet wurde. Eine Gruppe von Einwohnern war an der Herstellung von Kalkstein beteiligt, während es in der Gegend viele Steinbrüche und viele Kalköfen gab. Schließlich waren viele Einwohner Holzfäller und versorgten die Stadt Limassol mit Brennholz.
Nach der türkischen Invasion Zyperns und der Besetzung eines großen Teils des Territoriums der Republik Zypern durch die türkischen Truppen entstanden in der Gegend zwei Flüchtlingssiedlungen, Agios Athanasios und Linopetra. Die Bevölkerung wuchs schnell. Die Region hat eine enorme Bau-, Industrie-, Tourismus- und Wirtschaftsentwicklung erlebt. Es wird zunächst zum Gebiet des Improvement Council erklärt. Im Mai 1986 wurde es zur Gemeinde erklärt. Dabei wurden die vier Ortsteile der Region zur Gemeinde vereinigt.
In dem Gebiet wurde eine Industriezone geschaffen, in der Dutzende von Unternehmen mit Tausenden von Menschen als Arbeitskräfte tätig sind. Im südöstlichen Küstenbereich der Gemeinde entstanden Hotels, Ferienwohnungen und andere touristische Betriebe.

### Bevölkerungsentwicklung
Laut den in Zypern durchgeführten Volkszählungen nahm die Bevölkerung von Agios Athanasios ständig zu. Ende der 1970er Jahre kam es durch den Bau von Flüchtlingssiedlungen zu einem starken Anstieg. Darüber hinaus hat die Bebauung der Gegend in den letzten Jahrzehnten zu einem starken Bevölkerungswachstum geführt.
Die folgende Tabelle zeigt die Bevölkerung von Agios Athanasios, wie sie in den in Zypern durchgeführten Volkszählungen erfasst wurde.
| Jahr      | 1881 | 1891 | 1901 | 1911 | 1921 | 1931 | 1946 | 1960  | 1976  | 1982  | 1992  | 2001  | 2011   | 2021   |
| Einwohner | 172  | 249  | 289  | 372  | 467  | 529  | 759  | 1.183 | 2.279 | 5.857 | 6.930 | 9.173 | 14.347 | 16.520 |

## Politik

### Bürgermeister
Die Bürgermeister von Agios Athanasios waren:
- Phidias Diamantis (1986–1996)
- Kyriakos Hatzittofis (1997–2016)
- Marinos Kyriakou (ab 2017)

### Gemeindepartnerschaften
Die Gemeinde Agios Athanasios hat Partnerschaften mit:
- Perama (Griechenland)